# Leo Govaerts
Leo Josephus Govaerts (Borsbeek, 15 december 1912 - Hove, 8 september 1996) was een Belgisch ondernemer en politicus voor de CVP en later de Volksunie.

## Levensloop
Govaerts werd geboren in 1912 als zoon van Jan Frans Eduard Govaerts en Carolina De Prins.. Hij was medestichter en bestuurder bij het familiebedrijf Bouwmaterialen Govaerts. Zijn oudere broer Emiel was oorlogsschepen te Borsbeek. Een andere oudere broer, Leopold, was in 1959 kortstondig burgemeester van deze gemeente.
Zelf werd hij eveneens politiek actief. Eerst (vanaf 1959) als Borsbeeks OCMW-raadslid en na de gemeenteraadsverkiezingen van 1964 als gemeenteraadslid. In 1971 werd hij er, in opvolging van Gustaaf Staes, burgemeester en vormde een coalitie met de Volksunie. Na één legislatuur werd hij opgevolgd door partijgenoot Modest Vereycken. Govaerts was de laatste burgemeester die de gemeenteraad voorzat in het oude gemeentehuis (het huidige politiebureel). Na de vorming van de bestuursmeerderheid CVP-BSP van zijn opvolger, verliet Govaerts de CVP en zetelde tot december 1978 als onafhankelijke. Vanaf de gemeenteraadsverkiezingen van 1982 kandideerde hij voor de Volksunie en werd wederom verkozen. In 1988 nam hij een tweede maal ontslag uit de gemeenteraad, waarin hij werd opgevolgd door zijn schoondochter Leen Dreesen.
Zijn uitvaartplechtigheid vond plaats in de Sint-Jan Berchmanskerk te Borsbeek. Een laatste rustplaats kreeg hij op de begraafplaats van Borsbeek.